# Contea di Liverpool Plains
La contea di Liverpool Plains è una local government area che si trova nel Nuovo Galles del Sud. Si estende su una superficie di 5.086 chilometri quadrati e ha una popolazione di 7.965 abitanti. La sede del consiglio si trova a Quirindi.